# Kanton Chauffailles
Kanton Chauffailles (francouzsky Canton de Chauffailles) je francouzský kanton v departementu Saône-et-Loire v regionu Burgundsko. Tvoří ho 11 obcí.

## Obce kantonu
- Anglure-sous-Dun
- Chassigny-sous-Dun
- Châteauneuf
- Chauffailles
- Coublanc
- Mussy-sous-Dun
- Saint-Edmond
- Saint-Igny-de-Roche
- Saint-Martin-de-Lixy
- Saint-Maurice-lès-Châteauneuf
- Tancon